# Fungi imperfecti
Fungi imperfecti (Deuteromycota) is een indeling in een eigen afdeling van schimmels behorend tot de Ascomyceten, Basidiomycota of Lagere schimmels waarvan alleen het ongeslachtelijke stadium (anamorfe stadium) bekend is of was. Mogelijk bestaat bij een aantal soorten het geslachtelijke stadium (teleomorfe stadium) niet meer. De meeste van deze schimmelsoorten behoren tot de Ascomyceten.

## Geslachten
De belangrijkste geslachten met soorten zonder geslachtelijk stadium zijn:
- Penicillium
- Fusarium
- Aspergillus

Ze vermeerderen zich met conidiën of zuiver vegetatief.
Met behulp van moleculairgenetische methoden worden vandaag echter bij steeds meer van deze "soorten" de koppeling tussen de ongeslachtelijke en geslachtelijke verschijningsvorm ontdekt.

## Systematiek
De indeling berust op morfologische kenmerken van de conidiëndragers en de vorming van de conidiën.

### Volgens Dörfelt
De systematische indeling van de Fungi imperfecti volgens Dörfelt, 1989:
- Vorm-Klasse: Hyphomycetes
  - Vorm-Orde: Agonomycetales
    - Vorm-Familie: Agonomycetaceae

  - Vorm-Orde: Moniliales
    - Vorm-Familie: Moniliaceae
    - Vorm-Familie: Dematiaceae
    - Vorm-Familie: Stilbellaceae
    - Vorm-Familie: Tuberculariaceae
- Vorm-Klasse: Coelomycetes
  - Vorm-Orde: Melanconiales
    - Vorm-Familie: Melanconiaceae

  - Vorm-Orde: Sphaeropsidales
    - Vorm-Familie: Sphaeropsidaceae

### Volgens Kendrick
De systematische indeling van de Fungi imperfecti volgens Kendrick (1981).
- Klasse Hyphomycetes, vruchtlichamen ontbreken
  - Orde Moniliales (produceren sporen op eenvoudige conidioforen)
  - Orde Stilbellales (produceren sporen op synnemata)
  - Orde Tuberculariales (produceren sporen op sporodochia)

- Klasse Coelomycetes, sporen geproduceerd in vruchtlichamen
  - Orde Melanconiales (produceren sporen in acervuli)
  - Orde Sphaeropsidales (produceren sporen in pycnidia)

- Klasse Agonomycetales, sporen ontbreken